# Switłodarśk
Switłodarśk (ukr. Світлодарськ) – miasto na Ukrainie w obwodzie donieckim.

## Demografia
- 2006 – 13 000
- 2021 – 11 281[1]